# Maximilien Luce

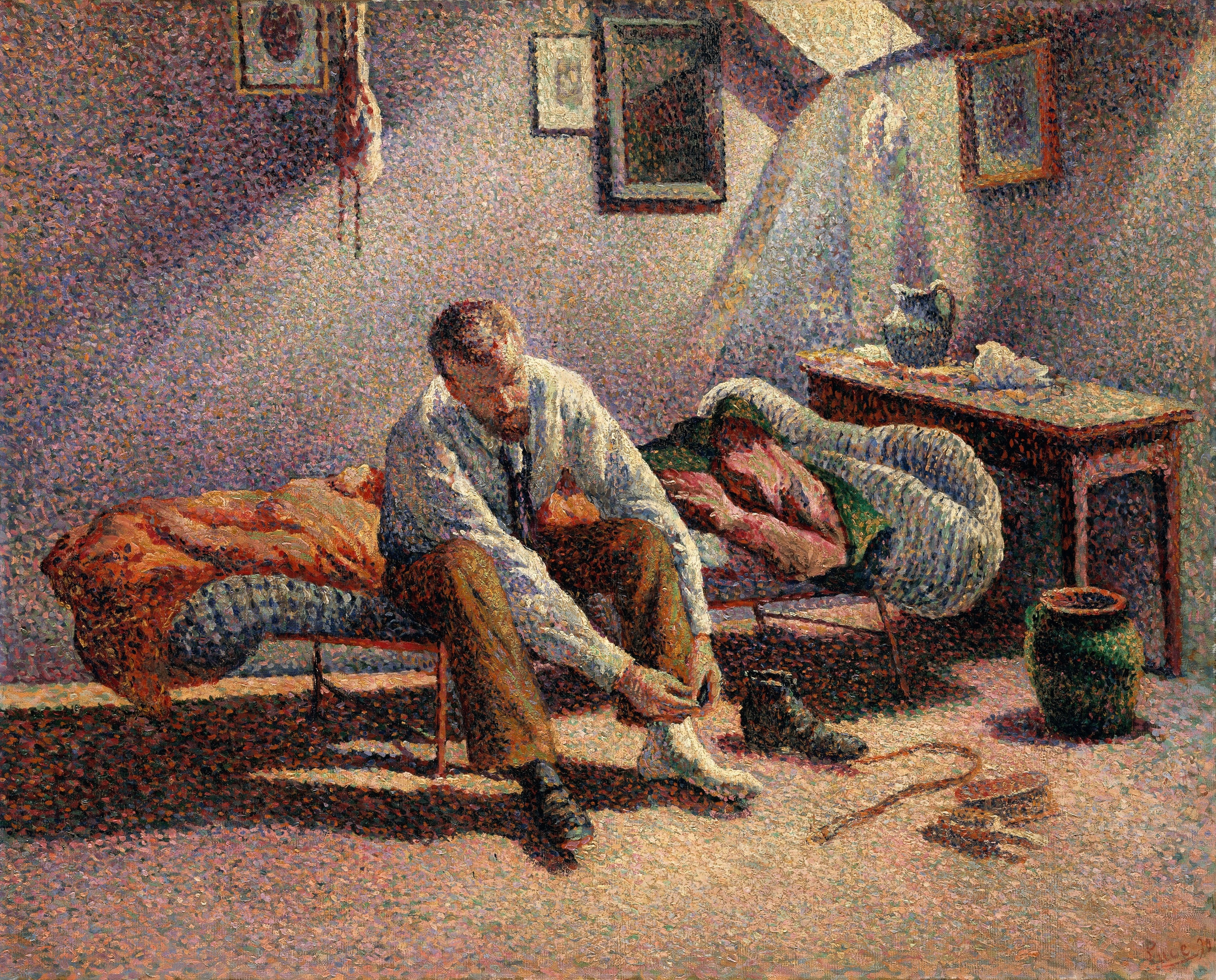
"Morgon, interiör" av Maximilien Luce

Maximilien Luce, född 13 mars 1858, död 6 februari 1941, var en fransk konstnär.
Luce var ursprungligen grafiker, men övergick senare till måleri. Han influerades främst av Camille Pissarro och Georges Seurat. Luce målade främst landskap men även figurbilder, efter 1914 bland annat scener från första världskriget. Luce är representerad vid bland annat Göteborgs konstmuseum.